# Universitatea de Științe Agronomice și Medicină Veterinară din București
Universitatea de Științe Agronomice și Medicină Veterinară din București este una din cele mai vechi și mai mari instituții de învățământ superior din România. În prezent are șapte facultăți, fiecare dintre ele asigurând studii universitare de lungă și scurtă durată, studii postuniversitare și de doctorat.

## Istoric
În 21 octombrie 1834 Petrache Poenaru înaintează domnitorului Alexandru D. Ghica o cerere, semnată și de banul Mihai Ghica, fratele domnitorului, Ion Câmpineanu, colonelul Arnold Iacobson, medicii I. Zucker și Mayer, pentru înființarea unei societăți de agricultură. După aprobarea acestei cereri, la 12 ianuarie 1835 este aleasă conducerea: președinte banul Mihai Ghica, vicepreședinte colonelul Arnold Iacobson și secretar Scarlat Rosetti. După aprobarea statutelor s-a trecut la organizarea fermei-model de la Pantelimon unde s-a creat Școala de Agricultură.
Datorită faptului că nu erau cadre cu pregătire specială și erau elevi puțini, în perioada 1848-1853 școala a fost închisă. A fost redeschisă de Alexandru Slătineanu care era absolventul unei școli de specialitate în Franța. La conducerea școlii a urmat Constantin N. Racotă, văr primar cu Ion Heliade Rădulescu, care avea studii de specialitate tot în Franța. 
Și perioada 1853-1865 a fost una foarte dificilă. În urma apariției Legii din 1864 școala a fost reorganizată. Având în vedere că vechiul local nu mai corespundea nevoilor a fost aprobat un credit pentru construirea unui nou local. Noua construcție a fost realizată la Herăstrău în perioada 1868-1869 unde a și fost mutată școala. În această perioadă directorul școlii a fost Petre Sebeșanu Aurelian, absolvent al Școlii Superioare de Agricultură de la Grignon. În 1867, prin includerea în programul de studiu a disciplinelor silvice, învățământul agronomic se dezvolta sub numele de Școala Centrală de Agricultură și Silvicultură. În cadrul ei s-a înființat prima fermă didactică experimentală din țară (1873), iar în 1886, prima instituție de cercetări agricole din România, cunoscută sub denumirea de Stațiunea Agronomică București. În anul 1893, prin separarea învățământului silvic, căpăta denumirea de Școala de Agricultură de la Herăstrău. 
În anul 1915, se pun bazele învățământului superior agronomic la București, sub denumirea de Școala Superioară de Agricultură de la Herăstrău, iar în anul 1921, are loc transformarea Școlii Superioare de Medicină Veterinară în Facultatea de Medicină Veterinară din București. În anii următori, învățământul agronomic s-a dezvoltat iar titulaturile sale au fost pe rând: Academia de Înalte Studii Agronomice din București (1929), Facultatea de Agronomie – integrată Școlii Politehnice din București (1938). 
În anul 1948, ia ființă Institutul Agronomic București, cu patru facultăți (Agricultură, Horticultură, Zootehnie și Medicină Veterinară), căruia, din 1952, i se atribuie numele marelui patriot Nicolae Bălcescu. În anul 1970, se înființează Facultatea de Îmbunătățiri Funciare, care devine, din anul 1990, Facultatea de Îmbunătățiri Funciare și Ingineria Mediului.
Din 5 octombrie 1992 primește titulatura de Universitatea de Științe Agronomice, iar din 1995, Universitatea de Științe Agronomice și Medicină Veterinară din București.

## Facultăți

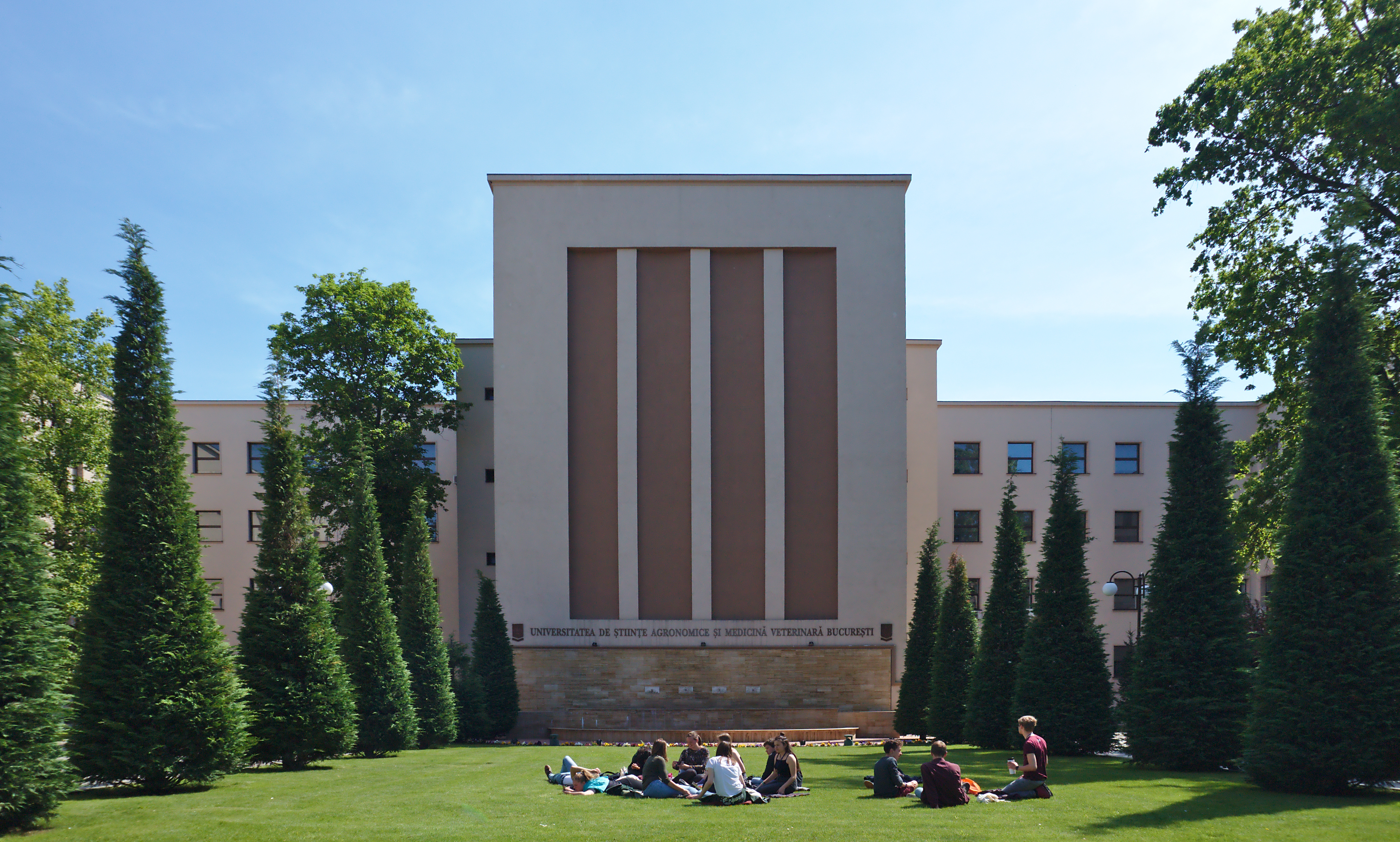
Principala clădire universitară din campusul Herăstrău

Universitatea de Științe Agronomice și Medicină Veterinară are în prezent șapte facultăți, oferind studii universitare, postuniversitare și studii doctorale.
- Facultatea de Agricultură
- Facultatea de Horticultură
- Facultatea de Ingineria și Gestiunea Producțiilor Animaliere
- Facultatea de Medicină Veterinară
- Facultatea de Biotehnologii
- Facultatea de Îmbunătățiri Funciare și Ingineria Mediului
- Facultatea de Management și Dezvoltare Rurală